# Lũ lụt Jakarta 2013
Lũ lụt tại Jakarta năm 2013 là một trận lũ tràn ngập Jakarta, thủ đô Indonesia, và ảnh hưởng một số khu vực khác xung quanh thành phố, chẳng hạn như Tây Java và Banten.

## Lịch sử
Thủ đô Jakarta từ trước đến nay vẫn thường bị lụt, tuy nhiên các thời chính phủ kế tiếp nhau đều không có nỗ lực gì đáng kể để giải quyết tình trạng này. Việc phá rừng bừa bãi ở về phía Nam thành phố, việc xây dựng không có kế hoạch cùng với hệ thống sông ngòi bị bít kín đã khiến không còn nơi thoát nước.

## Trận lụt
Ngày 17 tháng Giêng, quân đội Indonesia đưa xuồng cao su vào khu thương mại ở thủ đô Jakarta để giúp di tản người dân đang bị kẹt ở nơi này vì lụt lội, trong khi phần lớn thành phố với khoảng 14 triệu dân chìm ngập trong làn nước. Ngay cả tổng thống Indonesia cũng được nhìn thấy đứng trong nước ngập cao dưới đầu gối ở trước dinh tổng thống, ống quần xắn cao, để đón tổng thống Á Căn Đình đến thăm quốc gia này.
Trận lụt này được coi là lớn nhất ở Jakarta từ mấy năm nay.
Tính đến ngày 17 tháng Giêng, có ít nhất bốn người thiệt mạng và 20,000 người phải di tản. Nhiều căn nhà ở thủ đô bị ngập nước sau trận mưa lớn kéo dài 5 giờ đồng hồ, làm tràn các con sông vốn đã dâng cao.
Ở một số nơi trong thành phố, mực nước nay lên cao đến khoảng 2m. Giới hữu trách cũng gặp nhiều khó khăn trong nỗ lực giải cứu và di tản dân chúng bị kẹt trong vùng lụt về nơi an toàn.
Tổng cộng có 47 người thiệt mạng được ghi nhận.